# Kochen

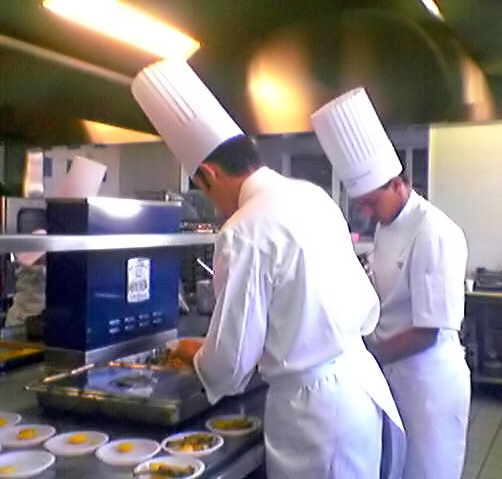
Köche beim Kochen in einer modernen Großküche

Kochen (von lateinisch coquere, „kochen, sieden, reifen“ entlehnt) ist im engeren Sinne das Erhitzen einer Flüssigkeit bis zum und am Siedepunkt, im Weiteren das Garen oder Zubereiten von Lebensmitteln allgemein, unabhängig von der Zubereitungsart wie z. B. Backen (Garen von Teig oder in einem Teigmantel), Braten oder Grillen (trockenes Erhitzen). Abgeleitet davon wird die Berufsbezeichnung Koch.
Aufgrund der unterschiedlichen Siedepunkte verschiedener Stoffe, zum Beispiel von flüssigem Stickstoff bei 77,36 K (−195,79 °C) in der Molekularküche oder von Speisefett beim Frittieren bei 140 bis 190 °C, kann das Kochen in einem breiten Temperaturspektrum stattfinden.
Je nach Kontext werden die Begriffe „kochen“ und „sieden“ synonym verwendet.

## Geschichte

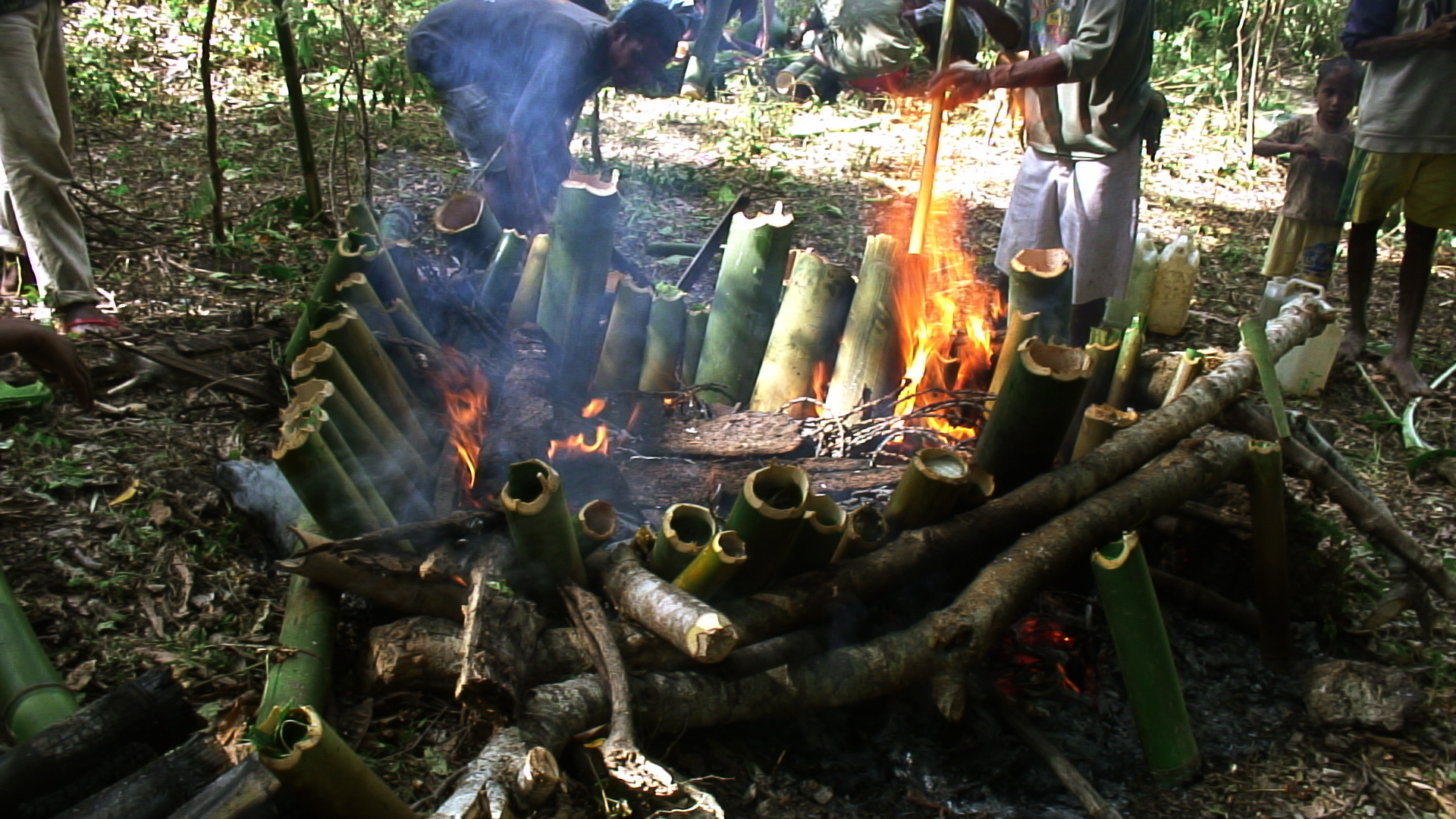
Kochen in Bambusstangen in Osttimor

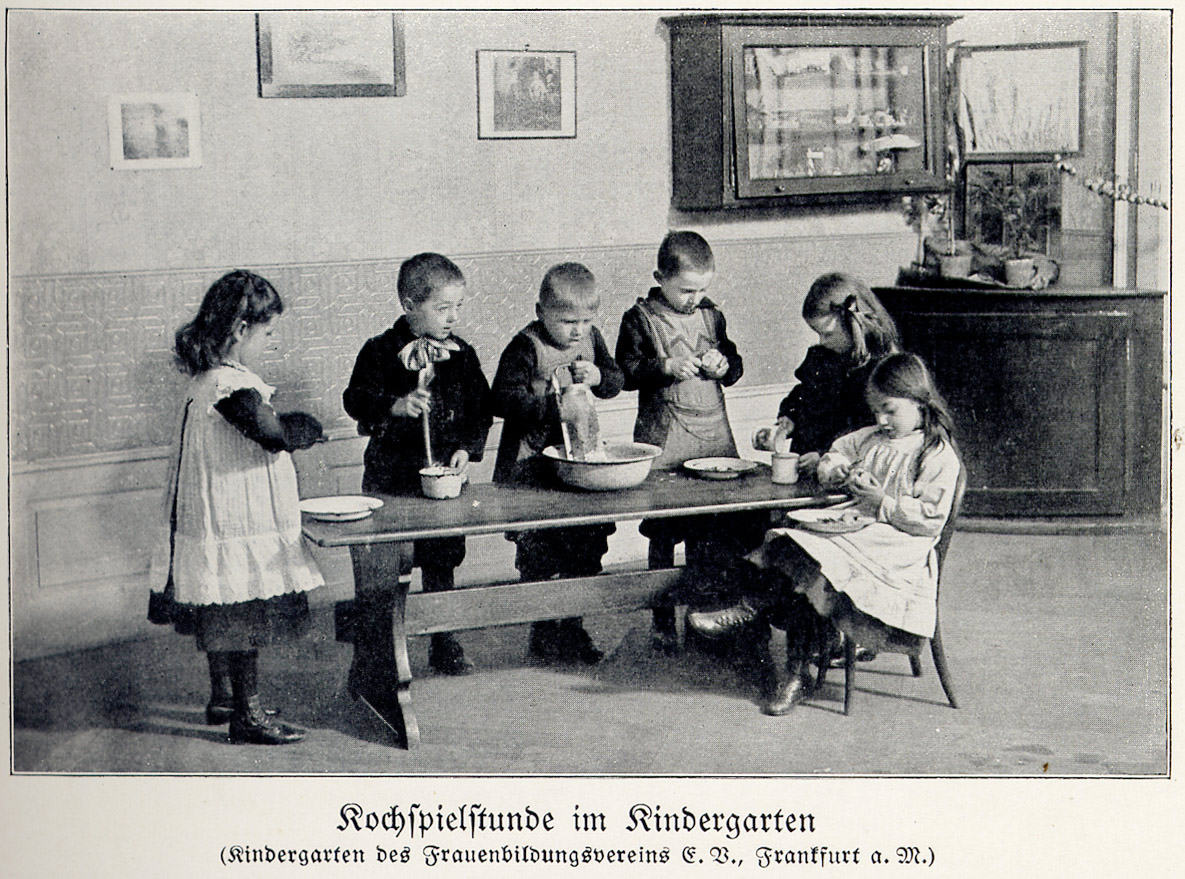
„Kochspielstunde“ im Kindergarten (Frankfurt am Main um 1900)

Das Kochen gehört zu den ältesten und wichtigsten Kulturtechniken des Menschen. Möglicherweise ist das „Kochen“ sogar wesentlich früher von den fossilen Vorfahren des anatomisch modernen Menschen (Homo sapiens) genutzt worden als der Umgang mit Feuer. Dies jedenfalls geht aus einer Studie hervor, die im September 2020 publiziert wurde. Ihr zufolge wurden in Schichten der Olduvai-Schlucht im Norden Tansanias, aus denen man 1,7 Millionen Jahre alte Steinwerkzeuge geborgen hatte, Hinweise auf eine Häufung von bestimmten fossilen Molekülen – darunter Lipide – gefunden. Diese Moleküle wurden interpretiert als Biomarker für thermophile, Sulfate-reduzierende Bakterien, wie sie zum Beispiel typischerweise in heißen Quellen, vergleichbar jenen im Yellowstone-Nationalpark, vorkommen. Wörtlich heißt es in der Studie: Solche bis zu 90 Grad heiße Örtlichkeiten „könnten es den frühen Homininen ermöglicht haben, essbare Pflanzen und Fleisch durch Erhitzen zuzubereiten, so dass es in der Evolution des Menschen möglicherweise eine kulturelle Epoche vor dem Feuer gab“ („a prefire stage of human evolution“).
In der auf 780.000 Jahre datierten Fundstätte Gesher Benot Ya’aqov in Israel wurden tausende Überreste von zwei Fisch-Arten aus den Gattungen Luciobarbus und Carasobarbus geborgen, wobei den Forschern auffiel, dass es nur relativ wenige Gräten waren und sehr viele Schlundzähne (98 Prozent der Funde). Dies unterschied die Fundstelle von anderen, natürlichen Anhäufungen fossiler Überreste von Fischen. Die Schlundzähne wurden zudem in unmittelbarer Nähe von zahlreichen kleinen, seinerzeit erhitzten Feuersteinsplittern gefunden. Die Schlundzähne waren jedoch nur geringfügig – nicht über 500 Grad Celsius – erhitzt worden. In der Fachzeitschrift Nature interpretierten die Forscher im Jahr 2022 diese Befunde als Beleg, dass die Fische nicht in offenem Feuer gegart worden waren, sondern durch Kochen und dass sie am Ort verzehrt wurden. Dies sei „der früheste Beweis für das Kochen durch Homininen“.
Die frühen Kochtechniken vor Erfindung der Töpferei und der Metallurgie lassen sich zum großen Teil nur indirekt rekonstruieren, aus Beschreibungen traditioneller Verfahren in geschichtlicher Zeit und aus der Beobachtung noch heute oder bis vor kurzem existierender steinzeitlicher Gesellschaften. Die ursprünglichsten Verfahren sind sicherlich das Grillen, das Garen in heißer Asche und das Rösten auf im Feuer erhitzten Steinen, das für Fleisch, Wurzeln und Getreide geeignet ist. Für das Kochen im engeren Sinn, also das Erhitzen in Flüssigkeit, dienten Erdgruben und natürliche Gefäße wie Muschelschalen, Straußeneier, Schildkrötenpanzer usw. oder enggeflochtene Körbe, deren Inhalt durch Hineinlegen glutheißer Kochsteine gegart wurde. Erdöfen sind noch heute in Gebrauch, in denen Lebensmittel in Blätter gewickelt, mit heißen Steinen belegt und Gras und Erde isoliert, langsam schmoren. In Osttimor wird noch heute in dicken Bambusstangen Essen im offenen Feuer gekocht. Im frühzeitlichen China wurden Lebensmittel mit Lehm oder Ton umhüllt und so im Feuer geschmort.
Eine andere Methode war, Fleisch (auch mit Getreide oder Gemüse) in Tierhäuten, Mägen oder Därmen über dem Feuer zu garen. Herodot beschreibt es so: „Im Skythenland verfährt man beim Kochen folgendermaßen. Dem gehäuteten Tier wird das Fleisch von den Knochen gelöst und in den Kessel geworfen, falls ein solcher zur Stelle ist. Ist kein Kessel zur Stelle, so wird das ganze Fleisch in den Magen des Tieres gesteckt, Wasser hinzugegossen und mit Hilfe der Knochen gekocht. Die Knochen brennen sehr gut, und der Magen nimmt bequem das von den Knochen gelöste Fleisch auf. So kocht also das Rind, oder was für ein Tier es sonst ist, sich selbst.“ Wie alt derartige Verfahren sind, kann nicht bestimmt werden, da sie keine Spuren hinterlassen, sie stellen aber vermutlich die Urform der Wurst dar, die sich in Gerichten wie Haggis oder Pfälzer Saumagen niedergeschlagen hat.

## Bedeutung
Die Bedeutung des Kochens liegt vor allem in den chemischen Reaktionen, die dabei ablaufen: das Zellgewebe wird gelockert, Proteine gerinnen, Bindegewebe geliert, Fette verflüssigen sich, Stärke verkleistert, Mineralstoffe werden freigesetzt und Geschmacksstoffe gebildet. Neben der leichteren Verdaulichkeit von Fleisch und Früchten, die bis dahin den Hauptteil der Ernährung ausmachten, bewirkte das Kochen vor allem eine enorme Ausweitung des Nahrungsangebots: Bis dahin schwerverdauliche, ungenießbare oder auch giftige Tiere und Pflanzen konnten durch Kochen genießbar gemacht werden, darunter auch stärkehaltige Gräser und Wurzeln, von deren Nachkommen einige schließlich zu Grundnahrungsmitteln wurden. Weiter wirkt Kochen sterilisierend und konservierend, was unmittelbaren Einfluss auf die Gesundheit hat und die Möglichkeiten der Vorratshaltung verbessert. Im Gefolge der Erfindung des Kochens veränderte sich die menschliche Anatomie, vor allem das Gebiss: Es verkleinerte sich stark, was auch der Entwicklung des Sprechapparats und damit der Sprache förderlich war.